# Otto Bennewitz

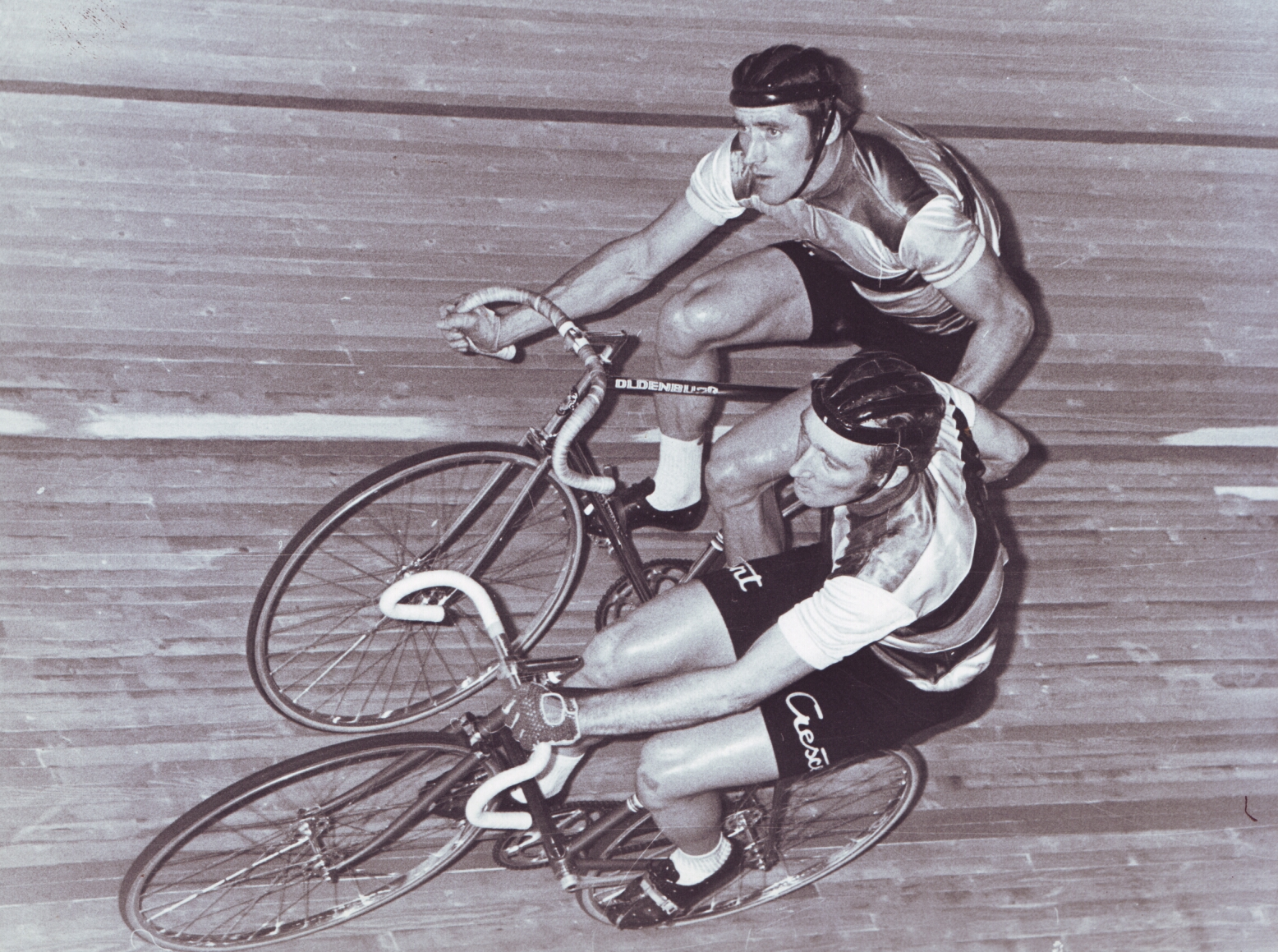
Otto Bennewitz (unten) und Horst Oldenburg, Festhalle Frankfurt/Main (1970)

Otto Bennewitz (* 10. Juni 1946 in Wurzen) ist ein ehemaliger deutscher Radrennfahrer.

## Karriere
1961 bestritt Otto Bennewitz das erste Radrennen, zusammen mit seinem Bruder Andreas und kam ein Jahr später 1962 für drei Jahre als Jugendfahrer in die deutsche Nationalmannschaft. 1963 erreichte er bei der Deutschen Jugendmeisterschaft Straße in Worms den 3. Platz und 1964 in der gleichen Disziplin in Hameln den 2. Platz. Vier Jahre fuhr er als Jugendfahrer, vier Jahre als Amateur (RC Herpersdorf) und zwei Jahre als Berufsfahrer. Otto Bennewitz verzeichnete etwa 180 Siege bei Bahn- und Straßenrennen. Bei deutschen Meisterschaften errang er einmal den Titel, zweimal wurde er Zweiter und fünfmal Dritter. 17-mal wurde er Hessischer Meister und einmal Bayerischer Meister. Nach zehn Jahren beendete er seine aktive Zeit als Radrennfahrer. Länderkämpfe als Bahnfahrer bestritt er in der UdSSR in Leningrad, Tula und Moskau, in Italien in Varese, Turin, Genua, Ferrara und Forli, in der Schweiz und in Zürich. Im dänischen Odense trat er als Profi an.

## Erfolge
1965
- Deutsche Winterbahn-Meisterschaft im Zweier-Mannschaftsfahren mit Albert Fritz in Münster (3. Platz).

1966
- Zusammen mit Albert Fritz, Deutsche Winterbahn-Meisterschaft, Zweier-Mannschaftsfahren, in Köln (1. Platz)
- Zusammen mit seinem Bruder Teilnahme an den Weltmeisterschaften auf der Radrennbahn im Waldstadion in Frankfurt am Main, Andreas als Amateur-Steher und Otto als Verfolgungsfahrer (10. Platz).
- Deutsche Meisterschaft 4000 m Einerverfolgung, Berlin (2. Platz)
- Deutsche Meisterschaft 4000 m Vereinsmannschaftsfahren R. V. Adler Frankfurt in Berlin (3. Platz)
- Amateur Sechstagerennen Frankfurt/Main 1. Platz

1967
- letzte Etappe Flèche du Sud (Luxemburg)
- Deutsche Winterbahn-Meisterschaft im Zweier-Mannschaftsfahren mit Albert Fritz in Frankfurt am Main (3. Platz)
- Silberner Adler von Köln mit Albert Fritz (1. Platz)
- Kandidat für die Olympischen Spiele 1968 in Mexiko-Stadt[3]
- Amateur Sechstagerennen Zürich mit Albert Fritz (1. Platz)

1968
- Deutsche Meisterschaft 4000-Meter-Mannschaftsverfolgung in Stuttgart, RC Herpersdorf (3. Platz)

Als Profi:
1968
Sechstagerennen
- Im Oktober erster Start als Berufsradrennfahrer bei einem Sechstagerennen im Berliner Sportpalast, zusammen mit Ernst Streng (10. Platz)[4]
- Frankfurt Festhalle mit „Hennes“ Junkermann (8. Platz)
- Münster mit Rolf Roggendorf (6. Platz)
- Zürich mit Albert Schmitz (6. Platz)
- Köln mit Albert Fritz (Schlüsselbeinbruch)

1969
Profi-Team Costa Azura-Zingonia (Italien)
- 2-Etappen-Kriterium, Bäch am Zürichsee (Schweiz), Gesamtsieger (1. Platz)
- Bahnomnium, Odensee (Dänemark) (2. Platz)
- Montreal mit Heinz Reinhold (8. Platz)
- Berlin Deutschlandhalle zusammen mit Jürgen Tschan (7. Platz)
- Dortmund mit Jiří Daler (9. Platz)
- Frankfurt mit Louis Pfenninger (8. Platz)
- Münster mit Jiří Daler (Gehirnerschütterung nach Sturz)

1970
Profi-Team Möbel Huser, Schweiz
Sechstagerennen
- Berlin Sportpalast mit Rolf Roggendorf (10. Platz)
- Dortmund mit Piet de Wit (9. Platz)
- Frankfurt mit Horst Oldenburg (4. Platz)
- Zürich mit Wilfried Peffgen und Winfried „Gustav“ Bölke (6. Platz)

Nach zehn aktiven Rennsportjahren kehrte er, wie zuvor schon sein Bruder, in den elterlichen Kürschnereibetrieb zurück.

## Berufliche Tätigkeit
Otto Bennewitz, in zehnter Generation letztes Glied einer alten Kürschnerfamilie aus Wurzen, war mit einem Pelzgeschäft selbständiger Kürschnermeister in Garmisch-Partenkirchen. Anfang 2020 ging er in den Ruhestand – im Jahr 2024 noch weiterhin auf seinem Rennrad unterwegs.